# Мазнева (Брянская область)
Мазнева — деревня в Карачевском районе Брянской области, в составе Карачевского городского поселения. 

Расположена в 5 км к югу от города Карачева, в 2 км к югу от посёлка Согласие. Население — 186 человек (2010).

## История
Упоминается с XVIII века; бывшее владение Верёвкиных, Алисовых, Дехановых, Репиных и других помещиков. 
 Состояла в приходе села Зеленино.
До 1929 года входила в Карачевский уезд (с 1861 — в составе Драгунской волости, с 1925 в Карачевской волости). 
 С 1929 года в Карачевском районе; до 2005 года входила в Бережанский сельсовет.
| Годы      | 1866 | 1887 | 1926 | 1979 | 1989 | 2002 | 2010 |
| --------- | ---- | ---- | ---- | ---- | ---- | ---- | ---- |
| Население | 216  | 327  | 455  | 236  | 250  | 197  | 186  |